# Diepolz (Gemeinde Großharras)
Diepolz ist eine Ortschaft und eine Katastralgemeinde der Gemeinde Großharras im Bezirk Mistelbach in Niederösterreich.

## Geografie
Das Dorf liegt westlich von Großharras und wird vom Diepolzgraben entwässert, der in den Mottschüttelbach fließt. Die Landesstraße L20 erschließt den Ort.

## Geschichte
Im Jahr 1822 wurde der Ort als Dorf mit 69 Häusern genannt, das nach Großharras eingepfarrt war, wohin auch die Kinder eingeschult wurden. Die Herrschaft Mailberg besaß die Ortsobrigkeit und besorgte die Konskription. Die Landgerichtsbarkeit wurde von der Herrschaft Kadolz ausgeübt. Die Untertanen und Grundholde des Ortes gehörten den Herrschaften Mailberg, Kadolz, Enzersdorf im Thale und Großwetzdorf.
Laut Adressbuch von Österreich waren im Jahr 1938 in der Ortsgemeinde Diepolz zwei Gastwirte, ein Gemischtwarenhändler, eine Milchgenossenschaft, ein Schmied, ein Schneider und eine Schneiderin und zwei Tischler ansässig. Weiters gab es beim Ort ein Kalkwerk. Aufgrund der NÖ. Kommunalstrukturverbesserung erfolgte zum 1. Jänner 1970 die Zusammenlegung mit Großharras.

## Sehenswertes
- Katholische Ortskapelle Diepolz hl. Maria

## Artesischer Brunnen
Rund einen Kilometer südwestlich von Diepolz wurde nach Unterlagen aus den 1980er Jahren ein frei auslaufender, artesischer Brunnen errichtet, um eine Wildtränke und danach einen Teich zu versorgen. Bei diesem Brunnen betrug die Schüttung einen Liter pro Sekunde. Nach Unterlagen aus den 1950er Jahren wurde in Stronsdorf ein artesischer Brunnen mit einer Endteufe von 60 m errichtet, um damit das Schloss und den Schlossgarten zu versorgen.